# 劉榮慶
劉榮慶（1762年—1842年），江蘇泰州姜堰镇（今姜堰市姜堰镇）人，清朝軍事將領、武狀元。其弟劉國慶亦為武狀元。
乾隆四十九年，會試登進士一甲第一名，授頭等侍衛。嘉慶四年，升广州协副将；同年九月改任江西南瑞镇总兵。嘉慶十年，授九江镇总兵。嘉庆十六年，授直隶宣化镇总兵。嘉庆十八年十一月，随协办大学士、户部尚书托津防堵教匪，授山东兖州镇总兵。嘉庆二十二年，调任山西太原镇总兵，旋调大同镇总兵。道光元年，升任授贵州提督。道光七年，调广东陆路提督。道光十一年，平崖州黎民起义，擒张红须。后因剿办不力治罪，遣戍伊犁。此後獲釋回籍。